# Light a Wish
Light a Wish es el segundo álbum sencillo del grupo femenino de Corea del Sur Lightsum. Fue lanzado el 13 de octubre de 2021 por Cube Entertainment. El álbum contiene tres pistas, incluyendo su sencillo principal titulado «Vivace».

## Antecedentes y lanzamiento
El 24 de septiembre de 2021, Cube Entertainment anunció el lanzamiento del segundo álbum sencillo del grupo femenino Lightsum para el día 13 de octubre del mismo año, bajo el título Light a Wish. El 16 septiembre, se publicó la calendarización del lanzamiento, mientras que el 6 de octubre se publicó un vídeo conceptual como adelanto.
El 30 de septiembre y el 1 de octubre de 2022 fueron reveladas las fotos conceptuales. El 29 de septiembre se publicó la lista de canciones, confirmando que serían tres pistas, incluyendo el sencillo principal titulado «Vivace».

## Lista de canciones
| CD / Descarga digital |            |                            |                                                                   |                                                                 |          |  |
| N.º                   | Título     | Letras                     | Música                                                            | Arreglos                                                        | Duración |  |
| 1.                    | «Vivace»   | Tenzo, Wwwave (PaperMaker) | Tenzo, Wwwave (PaperMaker)                                        | Wwwave (PaperMaker)                                             | 3:35     |  |
| 2.                    | «You, Jam» | Jinli (Full8loom)          | Faces of Glory (Full8loom), Jinli (Full8loom), Yuka (Full8loom)   | Faces of Glory (Full8loom), Jinli (Full8loom), Yuka (Full8loom) | 3:19     |  |
| 3.                    | «Popcorn»  | Jo Yoon-kyung              | Steven Lee, Andreas Stone Johansson, Laurell Barker, Joe Lawrence | Joe Lawrence, Steven Lee                                        | 3:27     |  |
| 10:21                 |            |                            |                                                                   |                                                                 |          |  |

## Posicionamiento en listas
| Lista (2021)                     | Mejor posición |
| -------------------------------- | -------------- |
| Corea del Sur (Gaon Album Chart) | 7              |

## Historial de lanzamiento
| País          | Formato                         | Sello                                  |
| ------------- | ------------------------------- | -------------------------------------- |
| Corea del Sur | CD, descarga digital, streaming | Cube Entertainment Kakao Entertainment |